# Muhammad Dżabir Badżbudż
Muhammad Dżabir Badżbudż (ur. 1933 w Darze, zm. 7 listopada 2011 w Damaszku) – syryjski polityk związany z partią Baas.

## Życiorys
Był sunnitą. Ukończył wyższe studia w Instytucie Wychowania Fizycznego w Aleksandrii. Od 1950 działał w oddziale partii Baas w rodzinnej Darze. W latach 1951–1970 należał do kierownictwa tegoż oddziału. W listopadzie 1970, po zamachu stanu przeprowadzonym przez Hafiza al-Asada, wszedł do Przywództwa Regionalnego partii i zajął miejsce uwięzionego Salaha Dżadida jako zastępca sekretarza generalnego Przywództwa Regionalnego. Na stanowisku tym pozostawał przez 10 lat. Współtworzył syryjską baasistowskie organizacje młodzieżowe oraz krajowy związek sportowy.
W 1970 popadł w konflikt z bratem Hafiza al-Asada, Rifatem, gdyż twierdził, że w partii Baas faworyzowani są alawici, współwyznawcy al-Asadów, podczas gdy sunnitów, stanowiących większość w Syrii, dyskryminowano.
Od 1980 był członkiem Przywództwa Narodowego syryjskiej partii Baas, w którym pozostawał do śmierci w 2011.